# Jan Nielsen (musiker)
 For alternative betydninger, se Jan Nielsen. (Se også artikler, som begynder med Jan Nielsen)
Jan Nielsen er en dansk musiker og sanger, der fik sit gennembrud med en andenplads i tv-programmet Stjerne for en aften i 2004.
Jan Nielsen er uddannet elektriker, men ved siden af arbejdet i denne branche spillede han musik i et Kim Larsen-kopiband. Da Stjerne for en aften manglede en deltager, opfordrede hans svoger ham til at melde sig, og han kom med i programmet. Her endte han på en andenplads, og med denne var vejen banet for en pladekontrakt. Han helligede sig herefter musikken på fuld tid.
Det første album bestod overvejende af covernumre og egne sange, men til det andet album skrev Jan Nielsen selv alle ti numre.

## Diskografi
- Mirror Man (2004)
- Moving On (2007)